# Uetersen
Uetersen är en stadi Kreis Pinneberg i Schleswig-Holstein i norra Tyskland. Folkmängden uppgår till cirka 19 000 invånare. Staden ligger cirka 30 km nordväst om centrala Hamburg vid floden Pinnau som är en biflod till Elbe. Uetersen är vänort med Wittstock i Brandenburg.

## Personligheter
- Arthur Drews